# Ольденбургский, Пётр Александрович
Пётр Алекса́ндрович Ольденбу́ргский (герцог Георг Фридрих Петер Ольденбургский; 9 (21) ноября 1868, Санкт-Петербург, Российская империя — 11 марта 1924, Антиб, Франция) — первый муж великой княгини Ольги Александровны, сестры императора России Николая II.

## Биография
Был единственным ребенком в семье князя Александра Ольденбургского и Евгении Максимилиановны, урождённой герцогини Лейхтенбергской. Его мать была внучкой императора Николая I и Евгения Богарне, пасынка императора Наполеона, а отец — правнуком царя Павла I.
В 1901 году женился на дочери императора Александра III, сестре действующего императора Николая II Великой Княгине Ольге Александровне. Пётр и Ольга приходились друг другу и троюродными, и четвероюродными братом и сестрой: отец Ольги, император Александр III, был двоюродным братом матери Петра и троюродным братом отца Петра. Таким образом, супруги имели двух общих предков — двух российских императоров Павла I и Николая I. Брак этот был бездетным и неудачным, и изначально политическим. Одной из причин этого, возможно, была гомосексуальность князя, о которой ходило немало слухов. Супруги развелись в 1916 году. (Брак был аннулирован Николаем II).
В чине генерал-майора командовал полком стрелков Императорской Фамилии. После февраля 1917 года ушёл в отставку и поселился в своем имении в Воронежской губернии. После Октябрьской революции вместе с отцом и матерью эмигрировал во Францию, где жил в Париже и на ферме под Байонной. 
В 1922 году женился на Ольге Владимировне Серебряковой (1878—1953), дочери В.А. Ратькова-Рожнова. 

Занимался литературой и под псевдонимом «Пётр Александров» опубликовал в Париже три рассказа из народного быта. Иван Бунин в эмиграции часто общался с принцем Ольденбургским и после его смерти от скоротечной чахотки в 1924 году написал о нём очерк «Его Высочество»:
«Это был удивительный человек.
Алданов назвал его человеком "совершенно удивительной доброты и  душевного благородства". Но он был удивителен и многими  другими  качествами.  Он  был  бы удивителен ими, если бы даже был простым смертным. А в нем текла царская  кровь. <...> 
Он никогда  не  гонялся  и не мог гоняться  за  популярностью,  которую  было  нетрудно  приобрести  в  его положении...

Ответить на этот вопрос, — что за человек был он,  —  я точно никогда не мог. Не могу и теперь. Некоторые называли его просто "ненормальным". Все так, но ведь и святые, блаженные были "ненормальными"...»
Похоронен в крипте Михаило-Архангельской церкви в Каннах.

## Военные чины
- Прапорщик (09.11.1868)[2]
- Подпоручик (01.12.1880)
- Поручик (21.04.1891)
- Штабс-капитан (06.12.1899)
- Флигель-адъютант (Выс. пр. 14.05.1896)
- Капитан (06.12.1900)
- Полковник (19.02.1905)
- Генерал-майор Свиты (Выс. пр. 06.05.1913)

## Награды
- Орден Святого Владимира 4 ст. (1897)[2]
- Орден Святого Андрея Первозванного (1897)
- Орден Белого орла (1901)
- Орден Святой Анны 1 ст. (1901)
- Орден Святого Станислава 1 ст. (1901)
- Орден Святого Владимира 3 ст. (1908)
- Георгиевское оружие (22.10.1914)

иностранные:
- Ольденбургский Орден Заслуг герцога Петра-Фридриха-Людвига (21.11.1868)